# Curtiss CR

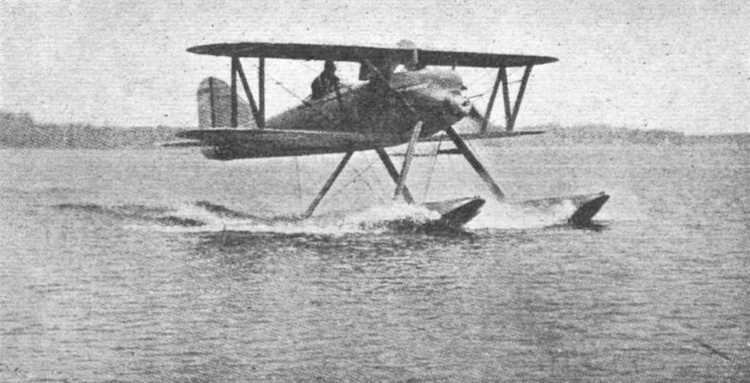
Curtiss CR3 watervliegtuig (1923)

De Curtiss CR was een reeks van wedstrijdvliegtuigen die werden gemaakt door Curtiss voor de Amerikaanse marine. De marine, en ook het leger, deden in die tijd geregeld mee aan luchtraces.
De marine zou de twee bestelde modellen (CR1 en CR2) gebruiken in de Pulitzer-wedstrijd van 1921, maar trok zich terug. Curtiss besliste om dan zelf deel te nemen en won.
Het model kende verder nog een succes door de wijziging naar een watervliegtuig, de CR3.
Curtiss verbeterde de landversie en gaf die de naam R2C. Er werden hiervan 3 modellen gebouwd. Twee voor de marine en een voor het leger. Het leger won hiermee de Pulitzer-wedstrijd 1923. (R3C-1)
Na deze overwinning monteerde men vlotters op het toestel om ook de Schneider-wedstrijd van 1924 te winnen. De R3C-2 met James Doolittle aan boord won de Schneider Trophy.

## Varianten
CR-1De eerste CR met US Navy serienummer A6080, met Lamblin koelradiatoren (voor de V-12 motor) geplaatst tussen de stijlen van het onderstel.
CR-2De tweede CR A6081, uitgerust met gestroomlijnde wielen en koelradiatoren in het vleugeloppevlak.
CR-3Beide nummers A6080 and A6081 werden gemodificeerd naar CR-3 specificaties en uitgerust met drijvers en 475 pk Curtis D-12 5PL V-12 motoren.
CR-4CR-3 A6081, omgebouwd naar een test- en trainingsvliegtuig voor het 1926 Schneider Trophy race-team.